# Alexander Nikolajewitsch Ladeischtschikow
Alexander Nikolajewitsch Ladeischtschikow (russisch Алекса́ндр Никола́евич Ладе́йщиков, engl. Transkription Aleksandr Nikolayevich Ladeyshchikov; * 26. August 1979 in Perwouralsk, RFSR, Sowjetunion) ist ein ehemaliger russischer Sprinter, der sich auf den 400-Meter-Lauf spezialisiert hat. Mit der russischen 4-mal-400-Meter-Staffel gewann er 2001 in die Silbermedaille bei den Hallenweltmeisterschaften in Lissabon.

## Sportliche Laufbahn
Erste internationale Erfahrungen sammelte Alexander Ladeischtschikow vermutlich im Jahr 2001, als er bei den Hallenweltmeisterschaften in Lissabon mit der russischen 4-mal-400-Meter-Staffel in 3:04,82 s gemeinsam mit Ruslan Maschtschenko, Boris Gorban und Andrei Semjonow die Silbermedaille hinter dem polnischen Team gewann. Zudem belegte er im selben Jahr bei der Sommer-Universiade in Peking mit der Staffel in 3:06,83 min den siebten Platz. Im Jahr darauf belegte er bei den Halleneuropameisterschaften in Wien in 3:08,02 min den vierten Platz und konnte sich in den folgenden Jahren für keine internationalen Meisterschaften mehr qualifizieren. 2007 beendete er dann seine aktive sportliche Karriere im Alter von 28 Jahren.

## Persönliche Bestleistungen
- 400 Meter: 46,2 s, 11. Juni 2002 in Brjansk
  - 400 Meter (Halle): 46,88 s, 17. Februar 2001 in Moskau